# Schloss Schönbrunn

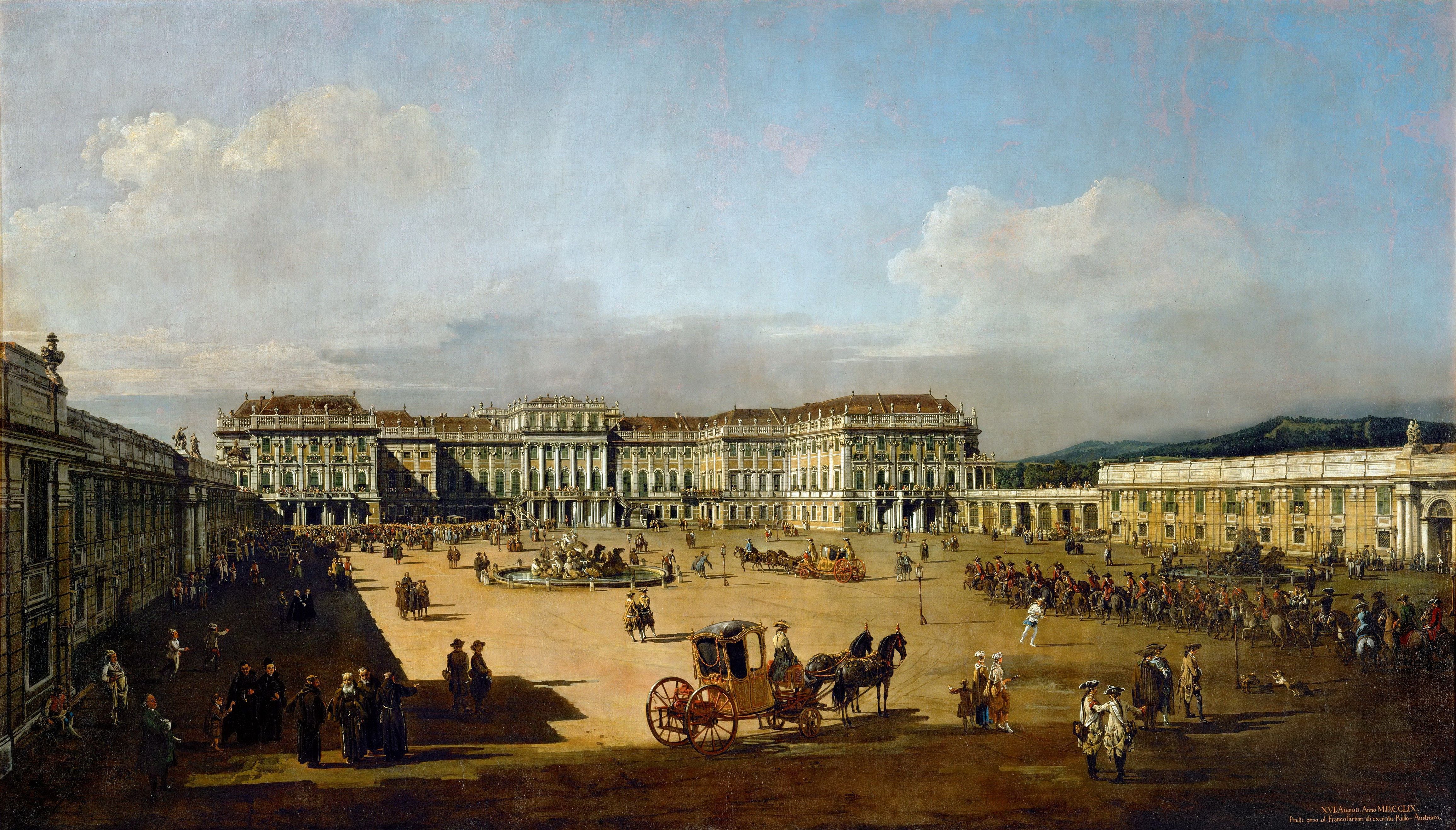
Schloss Schönbrunn, 1758, Canaletto

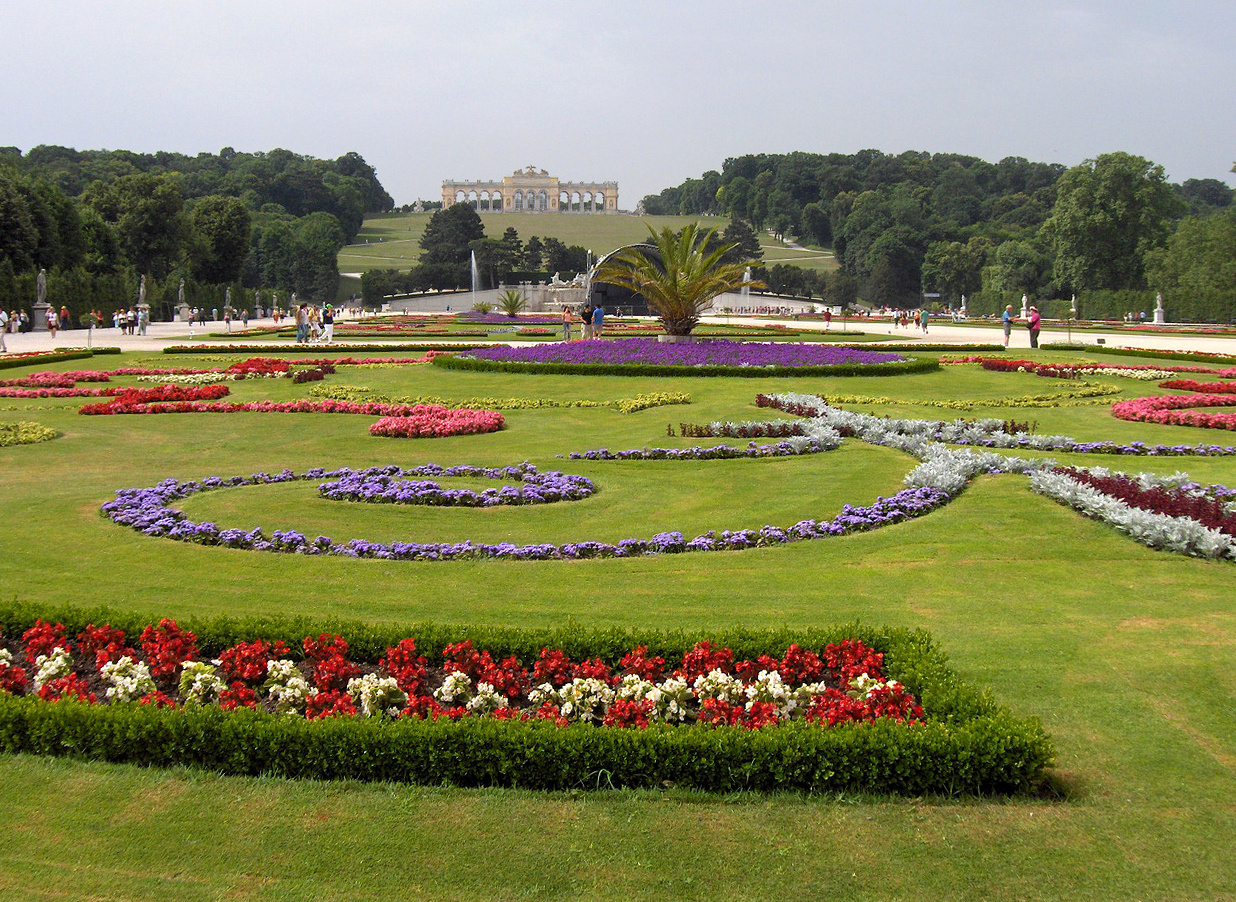
Tuin met Gloriette

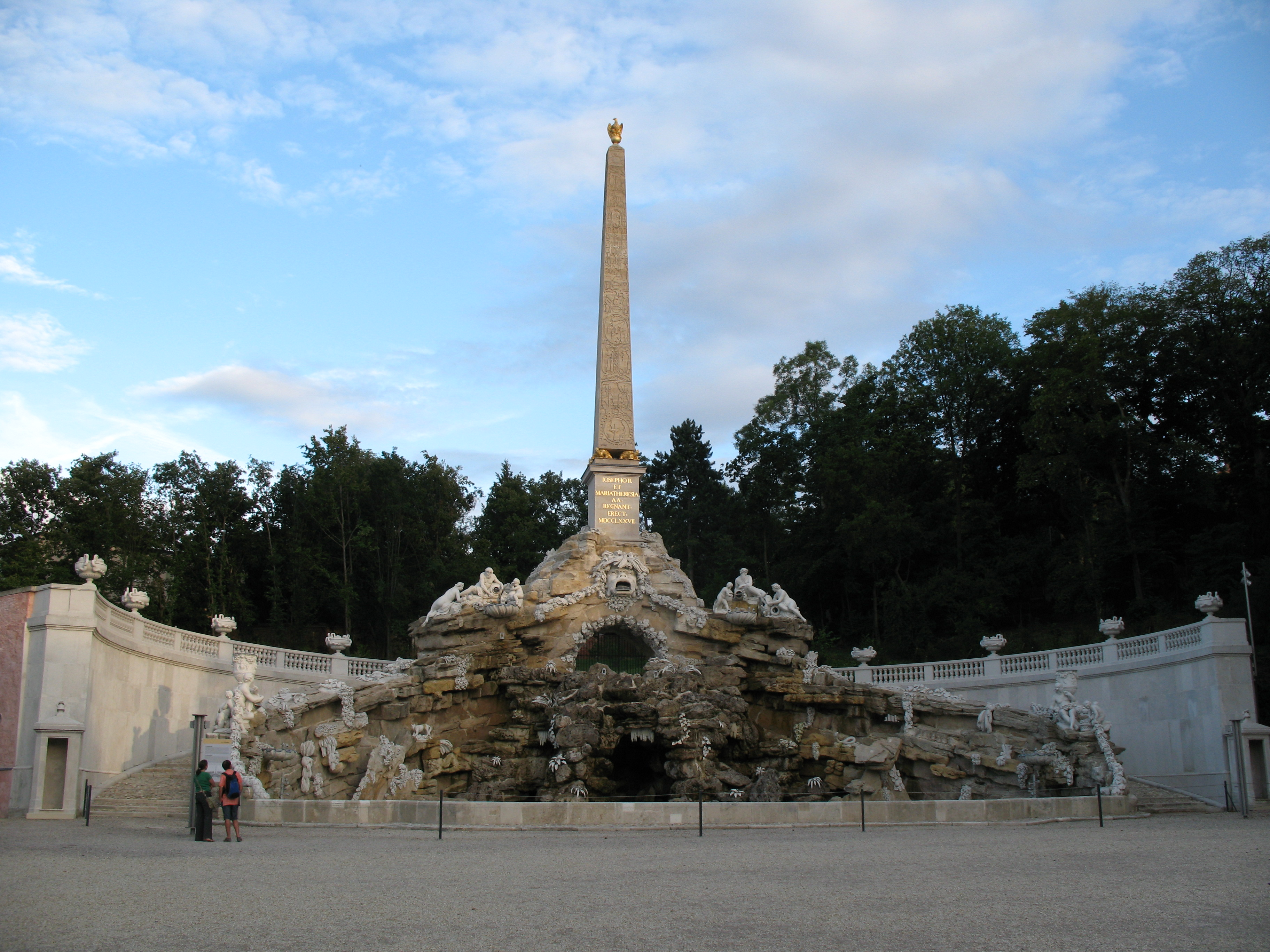
Obeliskfontein

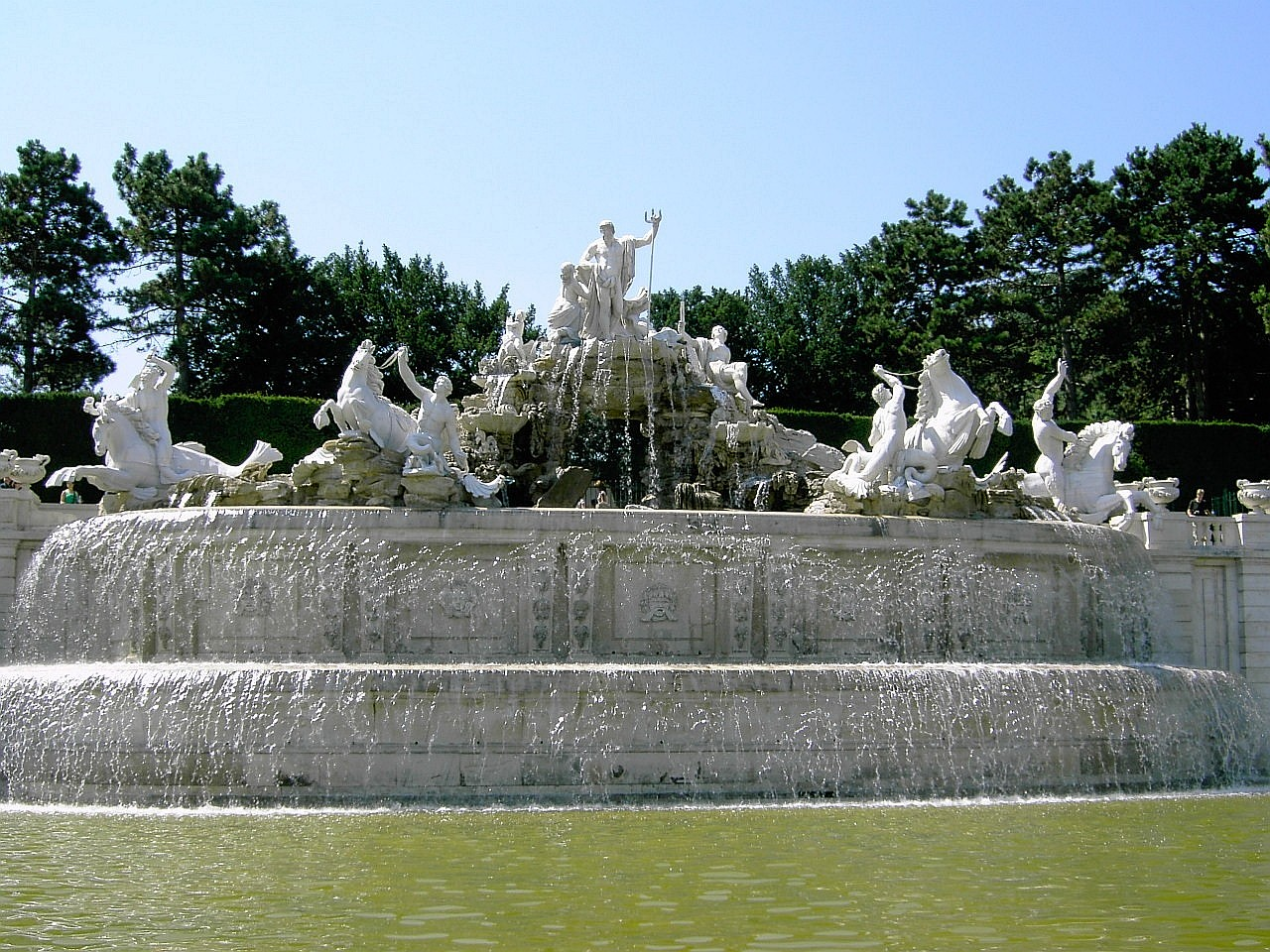
Neptunusfontein

Schloss Schönbrunn (Nederlands: Paleis Schönbrunn) in Wenen is een van de belangrijkste culturele erfgoederen van Oostenrijk. Het is sinds de jaren 60 een van de drukstbezochte bezienswaardigheden in de hoofdstad.
Het paleis ligt in het westen van de stad in de wijk Hietzing. Tot 1642 stond hier de Katterburg, een landgoed van de Weense burgemeester. De naam Schönbrunn zou teruggaan naar keizer Matthias, die hier tijdens de jacht een mooie bron gezien zou hebben. Het paleis heeft 1441 kamers in alle soorten en grootten.
In 1997 werden het paleis, het park, de dierentuin (de oudste ter wereld) en de tuinen door de UNESCO tot Werelderfgoed verklaard.
De Wiener Philharmoniker geeft jaarlijks een zomerconcert in de tuin van het paleis. Dit concert is gratis te bezoeken en wordt net als het Nieuwjaarsconcert Europawijd uitgezonden.

## Geschiedenis
In 1559 liet keizer Maximiliaan II een klein jachtslot bouwen dat in de tijd die volgde meerdere malen afbrandde en uiteindelijk in 1683 tijdens het Beleg van Wenen door de Turken verwoest werd. Dit was reden voor keizer Leopold I om de beroemde architect Johann Bernhard Fischer von Erlach opdracht te geven tot de bouw van een nieuw paleis. In 1688 had Fischer von Erlach zijn plannen klaar en tussen 1692 en 1713 werd het, zij het in gereduceerde vorm, uitgevoerd. Van deze bouw zijn slechts de slotkapel en de Blaue Stiege met een dakfresco van Sebastiano Ricci behouden.
Keizer Karel VI was niet geïnteresseerd in Schönbrunn. Zijn dochter Maria Theresia maakte er echter de zomerresidentie van de Habsburgers van, wat het tot 1918 zou blijven. In haar regeerperiode zou het, onder leiding van Nikolaus von Pacassi ingrijpend worden verbouwd. Von Pacassi leidde ook de verbouwing van de Hofburg. Ook het overgrote deel van de inrichting van het paleis stamt uit deze periode en geldt als enige voorbeeld van de Oostenrijkse rococo.
In 1765 neemt Johann Ferdinand Hetzendorf von Hohenberg, een vertegenwoordiger van het vroege classicisme, de bouwleiding. Zijn meeste bijzondere werk is de Gloriette. Tussen 1817 en 1819 wordt de façade van het paleis in zijn beroemde Schönbrunn-geel geschilderd. Een kleur die in de daaropvolgende honderd jaar een kenmerk zal zijn voor Oostenrijk-Hongarije, en een voorbeeld zal blijken voor veel stations- en regeringsgebouwen. In een zijvleugel bevindt zich het beroemde Slottheater. Naast optredens van Joseph Haydn en Wolfgang Amadeus Mozart is het theater bekend als kweekvijver voor nieuw talent.
In 1945 werden het hoofdgebouw en een deel van de Gloriette door geallieerde bommen beschadigd. Tijdens de bezetting van Oostenrijk, door de vier geallieerde machten, werd het slot hoofdkwartier van de Britten. Destijds begon ook de restauratie.
In 2004 volgde een renovatie van de zuidzijde.

## Tuin
Bij Schloss Schönbrunn bevindt zich de Gloriette, een bouwwerk dat de slottuin afsluit. Ook veel gebouwen in het slotpark zijn van de hand van Hetzendorf, zoals de bijzonder Romeinse ruïne, de eerste kunstmatige ruïne van dit type. De sculpturen in het park zijn grotendeels van Wilhelm Beyer en enkele van Franz Anton Zauner en Johann Baptist Hagenauer.
Van grote betekenis voor de aanleg van de tuinen van Schönbrunn is de Leidse hovenier Adriaan Steckhoven geweest. Deze werd in 1753, waarschijnlijk op aanraden van de eveneens uit Leiden afkomstige Gerard van Zwieten (leerling van de beroemde Boerhaave), die de lijfarts was van keizerin Maria Theresia van Oostenrijk, benoemd tot directeur van de tuinen van Schönbrunn.

## Tiergarten Schönbrunn
In de paleistuin werd in 1752 de Tiergarten Schönbrunn opgericht door keizer Frans I Stefan.